# V-Chip
Der V-Chip (engl. violence-chip [ˈvaɪələntsˌtʃɪp], „Gewalt-Chip“) ist ein allgemeiner Ausdruck für die Eigenschaft von Fernsehempfängern, spezifische Fernsehprogramme oder Sender abhängig vom Inhalt zeitlich oder ganz zu sperren.
Es ist für den Gebrauch von Eltern ausgelegt, um damit den Fernsehkonsum ihrer Kinder zu kontrollieren. In den USA müssen alle Fernsehgeräte ab 13 Zoll seit dem 1. Januar 2000 mit dem V-Chip ausgerüstet sein. Die meisten US-Sender geben eine auf dem Level der sichtbaren und hörbaren Darstellung von Sex, Gewalt und anderen Inhalten basierende Wertung ab. Diese entspricht dem TV-Parental-Guidelines-System, ähnlich der Altersfreigabe der Motion Picture Association.
Die Wertung wird maschinenlesbar in ein sogenanntes Flag geschrieben und mit dem Fernsehdatenstrom gesendet. Dieses kann entweder analog über die Austastlücke oder Digital über eine separate „PID“ geschehen. Der V-Chip registriert das Flag und vergleicht die gesendete Wertung mit der in dem Empfänger gespeicherten Wertung. Überschreitet die Kennung dabei den vorgegebenen Level, wird der Sender oder die Sendung für die Dauer der Ausstrahlung des Flags blockiert.
Die V-Chip-Technologie wurde von Tim Collings von der Simon Fraser University entwickelt.
Der V-Chip wird in der Regel nicht durch ein Passwort geschützt und ist somit nur für Kleinkinder anwendbar, die die Einstellungen noch nicht ändern können.
Für Europa ist dieses System nicht geplant, jedoch greifen hier nationale Verordnungen und Gesetze, die andere Arten von Kinderschutzmechanismen im Fernsehprogramm vorschreiben. Zum Beispiel muss bei Umschalten auf den Vollerotikkanal Blue Movie von Sky ein Zahlencode eingegeben werden, ohne den der Kanal nicht entschlüsselt werden kann.

## Parodien
Der V-Chip wird in dem Film South Park: Der Film – größer, länger, ungeschnitten parodiert.
Eric Cartman, ein achtjähriger Junge, flucht in diesem Film ständig, nachdem er einen fiktionalen Film mit beschränkter Altersfreigabe R-rated gesehen hat. Als eine Folge daraus wird ihm ein V-Chip in das Gehirn eingesetzt, der beim Fluchen elektrische Schocks verursacht. South Park ist bekannt für seine politischen und sozialen Anspielungen und will damit hinweisen, dass durch den Einsatz von Technologie, um damit das Verhalten von Kindern gewaltsam zu ändern, nicht notgedrungen ihr Verhalten verbessert oder der dazu geführte Grund behoben wird.
Eine weitere Parodie taucht in der Zeichentrickserie Die Simpsons, in der Episode Der beliebte Amüsierbetrieb auf: Lisa und Bart Simpson wollen sich die gewalttätige Serie Itchy & Scratchy ansehen, als jedoch der Vorspann beginnt, schaltet sich der Fernseher aus. Die beiden Kinder schreien daraufhin panisch Der Gewaltchip! Der Gewaltchip!, daraufhin schaltet ihr Vater, Homer Simpson, den Fernseher wieder ein, als jedoch die gewalttätigen Szenen beginnen, wird die Serie von einer Nachrichten-Sondersendung unterbrochen.
In der Futurama-Folge Der Leela-Laune-Zapp wird die Erde von einem Zensur-Satelliten mit dem Namen V-Giny angegriffen, welcher, wie sich im Verlauf der Folge herausstellt, aus der Kollision eines Satelliten der U.S. Air Force mit einem hoch geheimen Satelliten der FCC entstanden ist.